# Следствие (математика)
Следствие в математике — утверждение, которое легко можно доказать из предыдущего утверждения — обычно теорема или лемма с небольшим доказательством, которое следует из другой теоремы или аксиомы. Использование термина «следствие» вместо «утверждение» или «теорема» субъективно, показывающее вторичность следствия по отношению к основной теореме.